# Nina Dumbadze
Nina Jakovlevna Dumbadze (rusky Нина Яковлевна Думбадзе, gruzínsky ნინო დუმბაძე Nino Dumbadze; 23. května
1919 – 14. dubna 1983) byla sovětská diskařka. V letech 1946 a 1950 se stala mistryní Evropy a v roce 1952 získala bronzovou medaili na olympiádě v Helsinkách.
Narodila se v Oděse gruzínskému otci. Později se přestěhovala do Tbilisi, kde v roce 1937 začala s tréninkem. O dva roky později hodila 49,11 m a překonala světový rekord Gisely Mauermayerové 48,31 m. Rekord nebyl mezinárodní atletickou federací uznán, neboť Sovětský svaz ještě nebyl členem IAAF. Dumbadze překonávala světový rekord i v čase druhé světové války a v roce 1946, týden po evropském šampionátu, hodila v norském Sarpsborgu 50,50 m. Až v srpnu 1948, když v Moskvě hodila 53,25 m, byl rekord uznán IAAF. Světový rekord překonala ještě dvakrát – v květnu 1951 v Gori (53,37 m) a v říjnu 1952 v Tbilisi (57,04 m). Tehdy v sovětském týmu čelila silné konkurenci a na olympijských hrách v roce 1952 obsadila až třetí místo za svými týmovými kolegyněmi Ninou Ponomarjovovou a Jelizavetou Bagrjancevovou. Předtím získala letech 1939, 1943–44 a 1946–50 osm domácích titulů.
Po skončení závodní kariéry pracovala jako trenérka spolu s manželem Borisem Ďjačkovem, který vedl gruzínský atletický tým po téměř padesát let. Jejich syn Jurij Ďjačkov se stal olympionikem v desetiboji.
Dumbadze patří ke třem ženám, které jsou zmiňovány jako model Matky-vlast na Mamajevově mohyle.